# Sint-Stephanuskerk (Stevensweert)

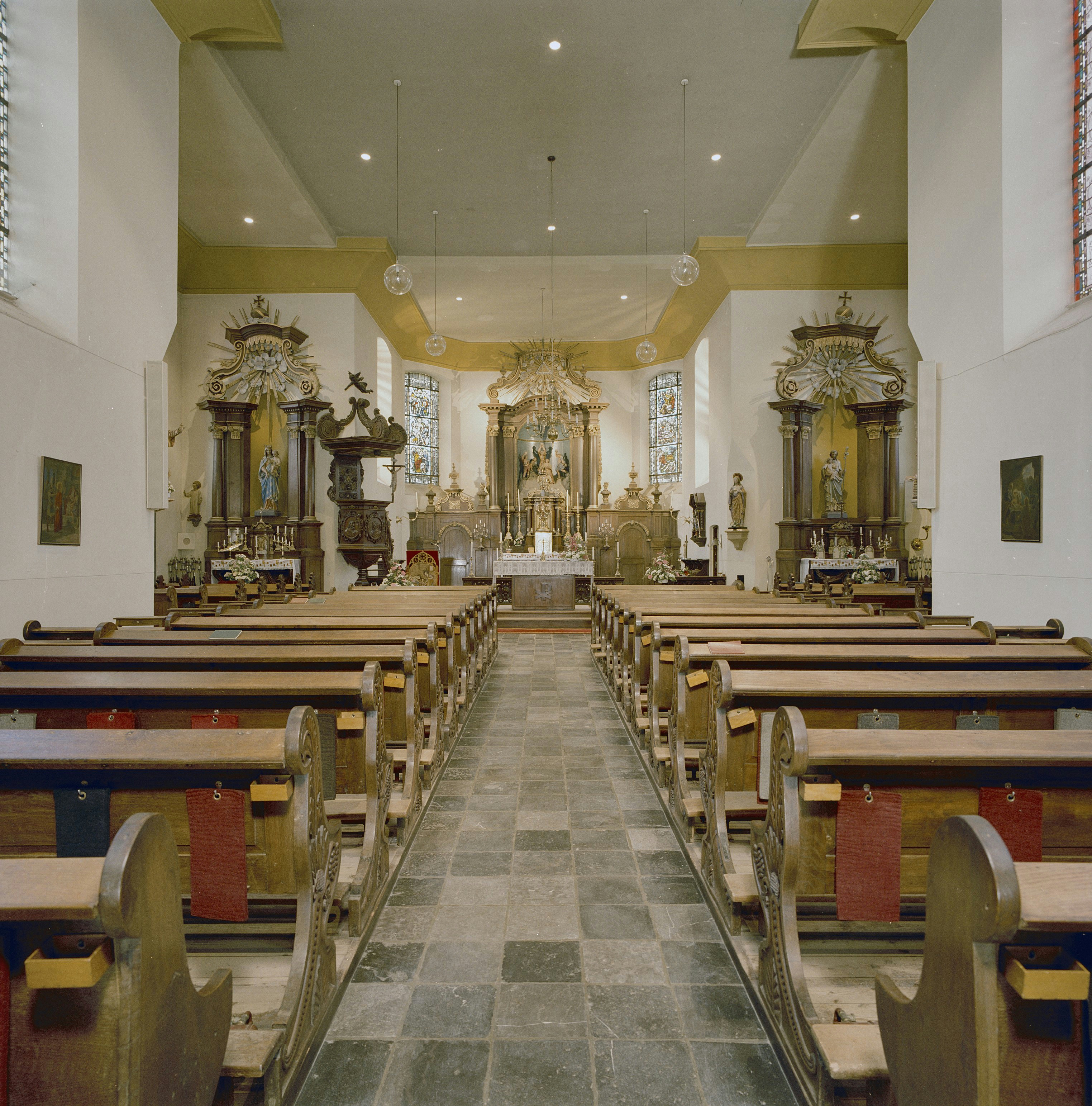
Interieur

De Sint-Stephanuskerk is de parochiekerk in het Limburgse Stevensweert.

## Geschiedenis
De huidige kerk staat op de plaats van een 17e-eeuwse kerk. Deze werd in 1781 vervangen door een bakstenen classicistisch kerkgebouw met de plattegrond van een Grieks kruis. Het ontwerp is van Petrus Rutten. De kerk heeft een houten westtoren, die een helmvormige overgang naar de spits heeft.
De kerk raakte beschadigd in 1944-1945 en werd hersteld door Pierre Cuypers jr., waarbij tevens de kerk aan de westzijde werd vergroot. In deze westgevel werd een soort risaliet aangebracht, met onder meer een nis waarin zich een Stephanusbeeld bevindt en de tekst: Sancte Stephane Ora Pro Nobis (Latijn: Heilige Stefanus, bid voor ons).

## Interieur
De kerk bezit een romaans doopvont van omstreeks 1200; er is een 15e-eeuws stenen Stephanusbeeld; een 16e-eeuwse Sint-Anna-te-Drieën; een Mariabeeld uit de eerste helft van de 17e eeuw; een kruisbeeld uit het eerste kwart van de 18e eeuw; een corpus van een wegkruis uit de 17e eeuw, en een borstbeeld van de Heilige Ambrosius uit de eerste helft van de 18e eeuw. Dan is er een 18e-eeuws marmeren wijwatervat. In 1805 werd het orgel uit het voormalig Augustijnenklooster van Bree in deze kerk geplaatst. Dit is later hersteld en aangepast. Het meubilair, in neobarokke stijl, is goeddeels 19e-eeuws.
Het kerkhof werd in 1823 ommuurd. In de muur werden zeven grafkruisen ingemetseld die dateren van 1642-1762.